# チアゾリジン
チアゾリジン(thiazolidine)は、飽和五員環の1位と3位にそれぞれチオエーテル基とアミン基が付加した構造を持つ複素環式化合物の分類である。オキサゾリジンの硫黄アナログである。
経口血糖降下薬ピオグリタゾンは、チアゾリジン環を持っている。この薬剤は、血圧を降下させるとともに、高比重リポタンパク質の濃度を上昇させる。その他チアゾリジン環を持つ薬剤には、抗生物質のペニシリンがある。
チアゾリジンは、チオールとアルデヒドまたはケトンの縮合反応によって合成できる。この反応は、可逆である。そのため、多くのチアゾリジンは、水中では不安定で加水分解されやすい。チアゾリジンが加水分解されると、チオールとアルデヒドまたはケトンが生成する。